# Politický systém Chorvatska
Chorvatská republika je zastupitelská demokracie, parlamentní republika. Výkonnou moc zastává předseda vlády, Rada ministrů (vláda) a prezident. Chorvatský parlament (Sabor) je jednokomorový, může mít 100 až 160 poslanců, kteří jsou voleni na čtyřleté volební období. Prezident republiky je volen přímo občany, volba je dvoukolová, hlava státu je volena na pětileté funkční období a prezidentem nemůže být občan zvolen více než dvakrát za sebou.

## Politické strany
- Chorvatské demokratické společenství (Hrvatska demokratska zajednica, HDZ)
- Chorvatští nezávislí demokraté (Hrvatski nezavisni demokrati, HND)
- Chorvatská lidová strana (Hrvatska narodna stranka, HNS)
- Chorvatská rolnická strana (Hrvatska seljačka stranka, HSS)
- Chorvatská sociálně liberální strana (Hrvatska socijalno-liberalna stranka, HSLS)
- Liberální strana (Liberalna stranka, LS)
- Chorvatská strana práva (Hrvatska stranka prava, HSP)
- Akce sociálních demokratů Chorvatska (Akcija socijaldemokrata Hrvatske, ASH)
- Sociálně-demokratická strana – Chorvatská strana demokratických přeměn (Socijaldemokratska partija – Hrvatska stranka demokratskih promjena, SDP-HSDP)
- Istrijský demokratický svaz (Istarski demokratski savez, IDS)
- Pirátská strana Chorvatska (Piratska stranka Hrvatska)
- Srbská národní strana (Srpska narodna stranka, SNS)

## Chorvatští prezidenti
| č. | Jméno a příjmení               | Nástup do úřadu   | Odstoupení z úřadu | Komentář                                                                                                 |
| -- | ------------------------------ | ----------------- | ------------------ | --- |
| 1. | Franjo Tuđman                  | 30. května 1990   | 10. prosince 1999  | první chorvatský prezident po získání nezávislosti, autoritativní politik, před ukončením mandátu zemřel |
| 2. | Vlatko Pavletić                | 10. prosince 1999 | 2. února 2000      | pouze dočasně                                                                                            |
| 3. | Zlatko Tomčić                  | 2. února 2000     | 18. února 2000     | pouze dočasně                                                                                            |
| 4. | Stjepan Mesić                  | 18. února 2000    | 18. února 2010     | |
| 5. | Ivo Josipović                  | 19. února 2010    | 18. února 2015     | zvolen 10. ledna 2010                                                                                    |
| 6. | Kolinda Grabarová Kitarovićová | 18. února 2015    | 18. února 2020     | |
| 7. | Zoran Milanović                | 18. února 2020    | dosud              | zvolen 5. ledna 2020                                                                                     |